# Horta do Ourives
Horta do Ourives és un edifici notable de Faro, actualment designat com Solar do Capitâo Mor ('Capità Major'), en l'àrea del Teatre Municipal de Faro, situat al costat del Teatre das Figuras.
El conjunt de l'Horta do Ourives pot ser classificat com un exemple de solar rural, i en destaquen les teulades, en tisora. Annexa a l'edifici principal hi ha una capella, de forma octogonal i amb cúpula,(2) dedicada al Senhor do Bonfim, construïda per ordre del Desembargador Veríssimo ('Jutge') Mendonça Manuel, que visqué a l'Horta do Ourives en el segle xviii.(2)] L'estructura octogonal de la capella és un exemple d'arquitectura barroca a l'Algarve.(2) En l'interior es poden contemplar relleus, semblants als exhibits en l'annexa Casa das Figuras i al Celler de Sâo Francisco, ambdós propietat d'aquest jutge.(2)